# Carrying Happiness
「Carrying Happiness」（キャリング・ハピネス）は、日本のロックバンド・Mrs. GREEN APPLEの曲。2025年7月19日にユニバーサルミュージック内のレーベル・EMI Recordsより配信限定シングルとしてリリースされた。楽曲は東京ディズニーリゾートで開催される夏季イベント「サマー・クールオフ at Tokyo Disney Resort」のテーマソングとして書き下ろされた。
前作「breakfast」より、約1ヶ月ぶりのリリース。

## リリース
6月30日にテーマソングを担当することが発表された。翌日の7月1日にはフルサイズのリリースに先駆けて「Carrying Happiness (Tokyo Disney Resort Version)」が配信開始された。7月16日には、フルサイズのリリース日が発表された。
楽曲の起用発表の際、作詞作曲を手掛けた大森元貴は、『キラキラした夏を彩るべく、我々が持ち合わせるエネルギーを楽曲に、このコラボレーションに注ぎ込みたい』とコメントした。

## テレビ披露
| 番組名   | 放送局  | 放送日        | 備考                       |
| -------- | ------- | ------------- | -------------------------- |
| 音楽の日 | TBS系列 | 2025年7月19日 | リリース日でのテレビ初披露 |

2025年7月7日、TBS系列『音楽の日』の東京ディズニーリゾート®︎ スペシャルパフォーマンスにて当楽曲を歌唱することが発表された。